# های کانیسکلیف
های کانیسکلیف (به انگلیسی: High Coniscliffe) یک روستا و محله مدنی در بریتانیا است که در Darlington واقع شده‌است.های کانیسکلیف ۲۴۲ نفر جمعیت دارد.